# クビナガカイツブリ
クビナガカイツブリ（学名：Aechmophorus occidentalis）は、カイツブリ科に属する鳥類の1種。北アメリカ大陸に分布し、長い首と白黒の羽毛が特徴である。

## 分類と名称
北アメリカ南西部の後期更新世の地層から発見されたカイツブリの化石は、当初は別種として記載されていたが、後に絶滅した亜種である Aechmophorus occidentalis lucasi として分類された。最近の研究では、この亜種は現生鳥類における変異の範囲内であることが判明した。クラークカイツブリが1990年代まではクビナガカイツブリと同一種とされてきたことから、出土した化石がクラークカイツブリではなくクビナガカイツブリと同定されるのか明確でない。現在の生物地理学から判断する限りはその割り当ては正しいのであるが、クビナガカイツブリおよびクラークカイツブリが果たして今と同じ地域に分布していたのか、はっきりとはわかっていない。
属名は古代ギリシア語の「aichme（槍）」と「phoros（身につけている者）」を合わせたものであり、その嘴の形状を表している。種小名はラテン語で "西の" を表す。

### 下位分類
1858年にジョージ・ニューボルド・ローレンスは、より暗い色の標本に基づいて Podiceps occidentalis を、より淡い色の標本3つ(カリフォルニア州産2つとチワワ州産1つ)に基づいて P. clarkii を認識した。これらは本種と同所的に生息し、交雑することも明らかになったため、シノニムとみなされるようになった。ただし、なぜアルファベット順で最初になる P. clarkii がジュニアシノニムとみなされたのかは不明である。ディッカーマンは1961年にメキシコの標本を P. clarkii のホロタイプに指定した。1963年、ディッカーマンは P. clarkii を Aechmophorus clarkii として復活させ、暗色と淡色の個体を含むメキシコ産の小型種と定義した。1979年、ラッティによる包括的な研究により、異なる色彩の個体の間に生殖障壁が存在することが明らかになった。1986年にディッカーマンは暗色型と淡色型の区別の分類学上の意義を認識し、これらの型を異なる亜種として分類した。
- A. occidentalis ssp. occidentalis, (Lawrence, 1858) 大型で暗色、カナダ西部および米国のカリフォルニア州、ユタ州
- A. occidentalis ssp. ephemeralis, Dickerman, 1986 小型で暗色、メキシコ北部および中央部
- A. clarkii ssp. clarkii, (Lawrence, 1858) Dickerman, 1963 小型で淡色、メキシコ北部および中央部
- A. clarkii ssp. transitionalis, Dickerman, 1986 大型で淡色、カナダ西部および米国のカリフォルニア州、ユタ州

複数の証拠から、単一の個体群内で異なる種が確認されており、何らかの形で同所的種分化が持続していることが示唆されている。自身と同じ色の個体と繁殖しており、暗い顔の個体と明るい顔の個体の混合はまれである。鳴き声や空間分布に対する異なる反応などにより、生殖の隔離が起こっている可能性がある。自身と同じタイプの個体の近くにとどまる傾向があり、コロニー内の営巣の分布には偏りがある。
1992年までに、米国とカナダの淡色型はクラークカイツブリという別種とされるようになった。

## 特徴
北アメリカ最大のカイツブリであり、体長は55-75cm、体重は795-2,000g、翼開長は79-102cmである。体色は白黒で、細長いハクチョウのような首と、赤い目を持つ。身体的特徴や行動が似ているクラークカイツブリと混同されやすく、雑種も知られている。植物の多い湿地と開けた水面が混ざった湖に群れを作って営巣する。巣は植物の残骸と水に浸した材料で作られ、巣作りはおおよそ4月下旬から6月頃に始まる。巣作りは雌雄ともに行い、産卵と抱卵の間中続けられる。北アメリカ西部に広く分布し、特定の場所に多く生息しているということはない。近縁のクラークカイツブリは、北アメリカ南部に多く分布している。本種は脇腹がより白く、背中がより薄い灰色である。また本種は目の周りが黒く、嘴は直線的で、色は緑がかった黄色だが、クラークカイツブリは目の周りが白く、嘴は上向きで、色は明るい黄色である。本種の幼鳥は灰色だが、クラークカイツブリの幼鳥は白色である。

## 生態と行動

### 食性
水に潜りコイ、ニシン、軟体動物、カニやサンショウウオを捕食する。潜水する前に水面下を見ることが多い。最近の観察では、湖の底に潜水することが示唆されている。小さな魚はサギのようにくちばしで刺して捕らえるが、単純に掴まえる場合もある。大半は水中で飲み込まれるが、水面に引き上げられて飲み込まれる場合もある。

### 繁殖と成長

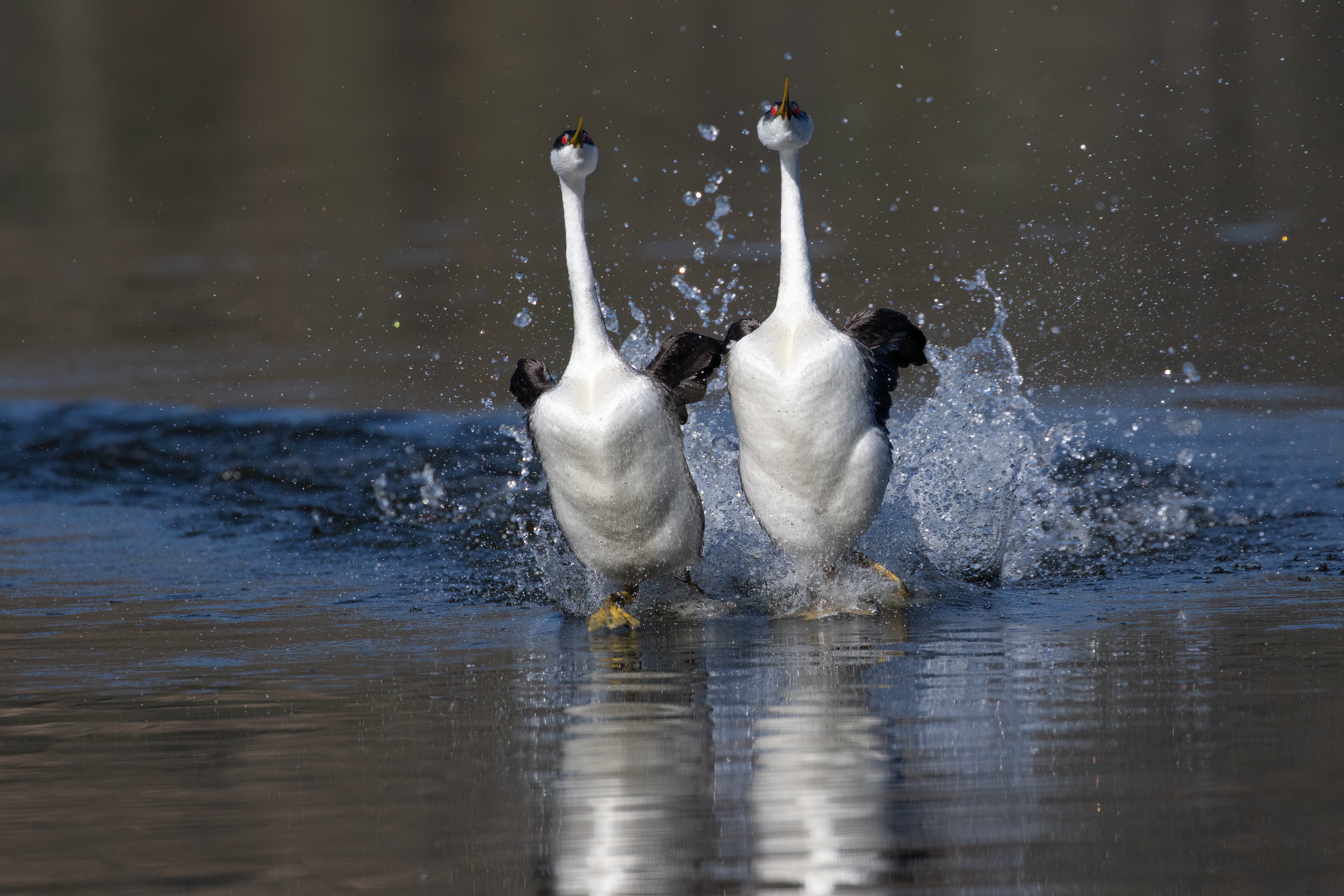
求愛行動

北アメリカ西部の大きな内陸湖、または沿岸の湿地で、数百羽の群れを作って営巣する。激しい求愛行動を示し、2羽が後ろ足で立ち上がり、水面をパタパタと歩く。アメリカ北部の個体は冬に西部の沿岸へ渡り、南西部やメキシコでは定住する場合もある。繁殖期には、求愛行動を通じて自分をアピールする。この水上を走る行動は「Rushing Ceremony」、「water dance」、「race」、「run」と呼ばれ、つがいを形成するための最も一般的な方法である。2羽の雄、または雄と雌のペアが行う。2羽のうち1羽が開始し、もう一方がすぐに続いて同期する。翼を横に上げ、頭を前に突き出し、首を曲げた状態で直立して走る。雄2羽は雌の注意を引くために走り、2羽のうち1羽の雄が雌を引きつけると、雌を手に入れるために雄同士の競争が起こる。2羽のうち1羽が退き、雌を手に入れた雄は雌と一緒に走り続け、繁殖を行う。交尾や巣作りの行為に先立ち、「Weed Ceremony」が行われる。これはつがいが形成された後に行われ、つがいが水中で頭を上下させることで始まる。次にその場で潜り、嘴にヨシを咥えて水面に浮上する。この行動は、つがいの1羽がヨシを払いのけて水中で通常の姿勢に戻るまで続けられる。次に「Greeting Ceremony」が行われ、これには「dip-shaking」、「bob-shaking」、「bob-preening」、「arch-clucking」という行動が含まれる。「dip-shaking」は、頭を水に浸し、嘴を左右に素早く振って頭を上げる動作である。首を低くして水しぶきを上げるが、「bob-shaking」はそうではない。これらの繁殖行動は、水鳥の中で最も手の込んだ行動として知られている。その後、雄は雌に餌を与える。これは親が子供に餌を与えることと似ており、餌を与えられることで雌は産卵のために十分なエネルギーを得ることができる。抱卵期間中、雌雄は交代で数週間卵を抱卵し、抱卵していない個体はもう一方のつがいに餌を与える。

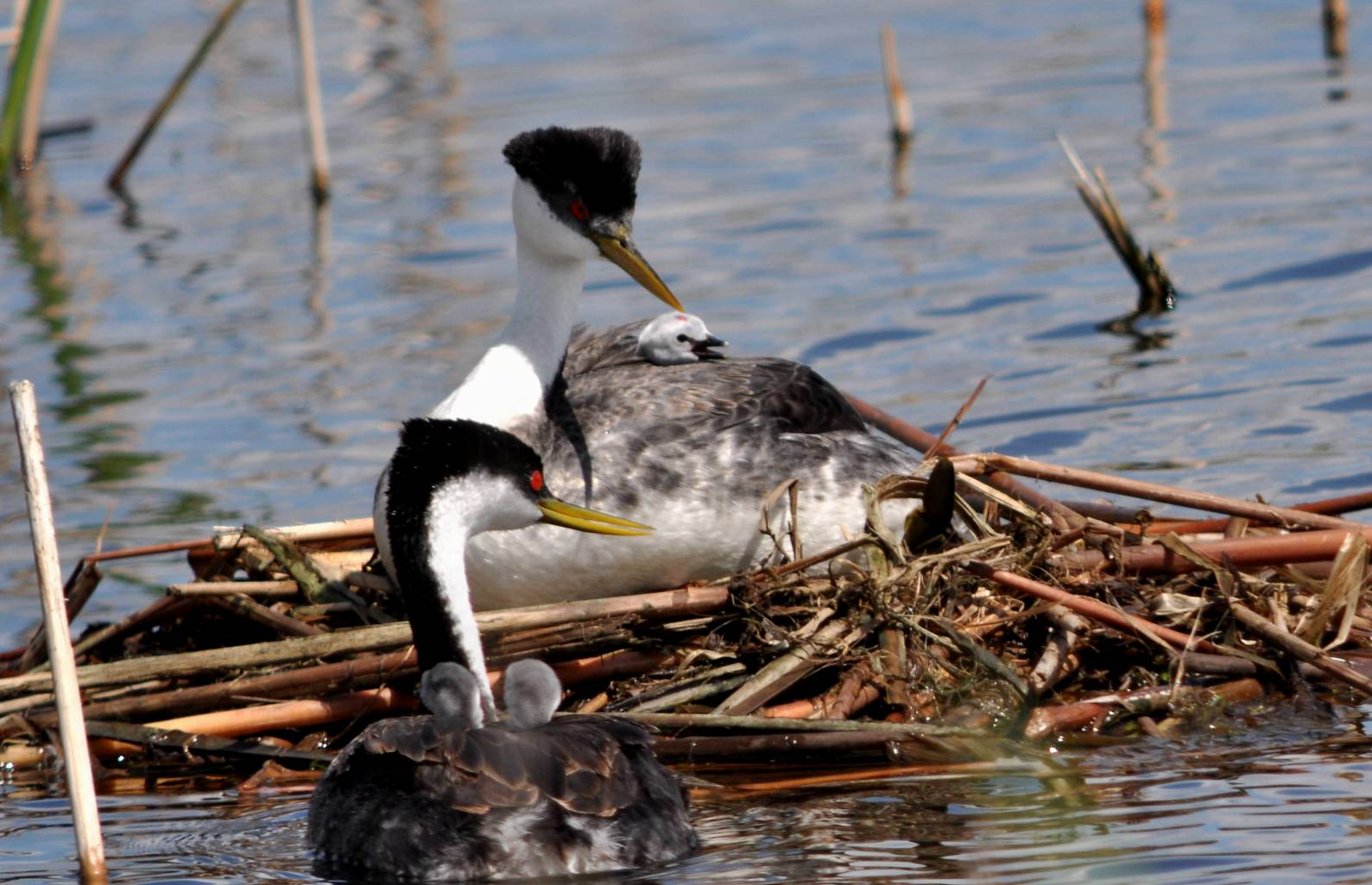
雛と巣

繁殖期が進むにつれて、卵の数は減少する。繁殖期の終わりに交尾した場合、生まれる子孫の数は少なくなる。繁殖期後半に孵化した巣の雛の数は、繁殖期前半の場合よりも多いとも言われており、これは以前の研究結果と矛盾している。これは生態学的制約に起因している可能性がある。生態学的制約は幼鳥にも影響を与え、これが孵化後最初の数週間の兄弟殺しに繋がり、抱卵の違いを説明できる可能性がある。また人間に対して敏感で、近くで人間の邪魔があると親鳥が巣を離れ、孵化していない卵を捕食者の攻撃に対して無防備なままにする。すなわち捕食のみならず人の脅威が、幼鳥の繁殖と生存の減少に繋がっている。このように人間に非常に敏感であり、人間の脅威を受けない繁殖と子育ての機会を増やすため、本来の生息地を再建する復元活動が行われてきた。個体数は過去20年間で徐々に減少しているが、これは石油の流出など、生息地の破壊も要因となっている。

### コミュニケーション
子育ての際には、さまざまな発声を使ってコミュニケーションをとる。カチカチという音は警報信号として使われる。親鳥は孵化したばかりの雛を背負って移動し、カチカチという音を発すると、雛は親鳥の背中に頭を隠す。雛は生後4週間以上経つと、カチカチという音に反応して、自分で泳いだり、潜ったりして逃げる。カチカチという音は口を閉じて発せられるため、発声した個体を区別することは難しい。雛を背負っている親鳥は、そうでない親鳥よりもカチカチという音を頻繁に発する傾向があり、雌雄ともに発音する量は同じである。コッコという音を発し、これは餌を与える合図となる。親鳥がコッコという音を発すると、ヒナは餌を得るために親鳥の背中から頭を出してそれに反応する。

## 画像

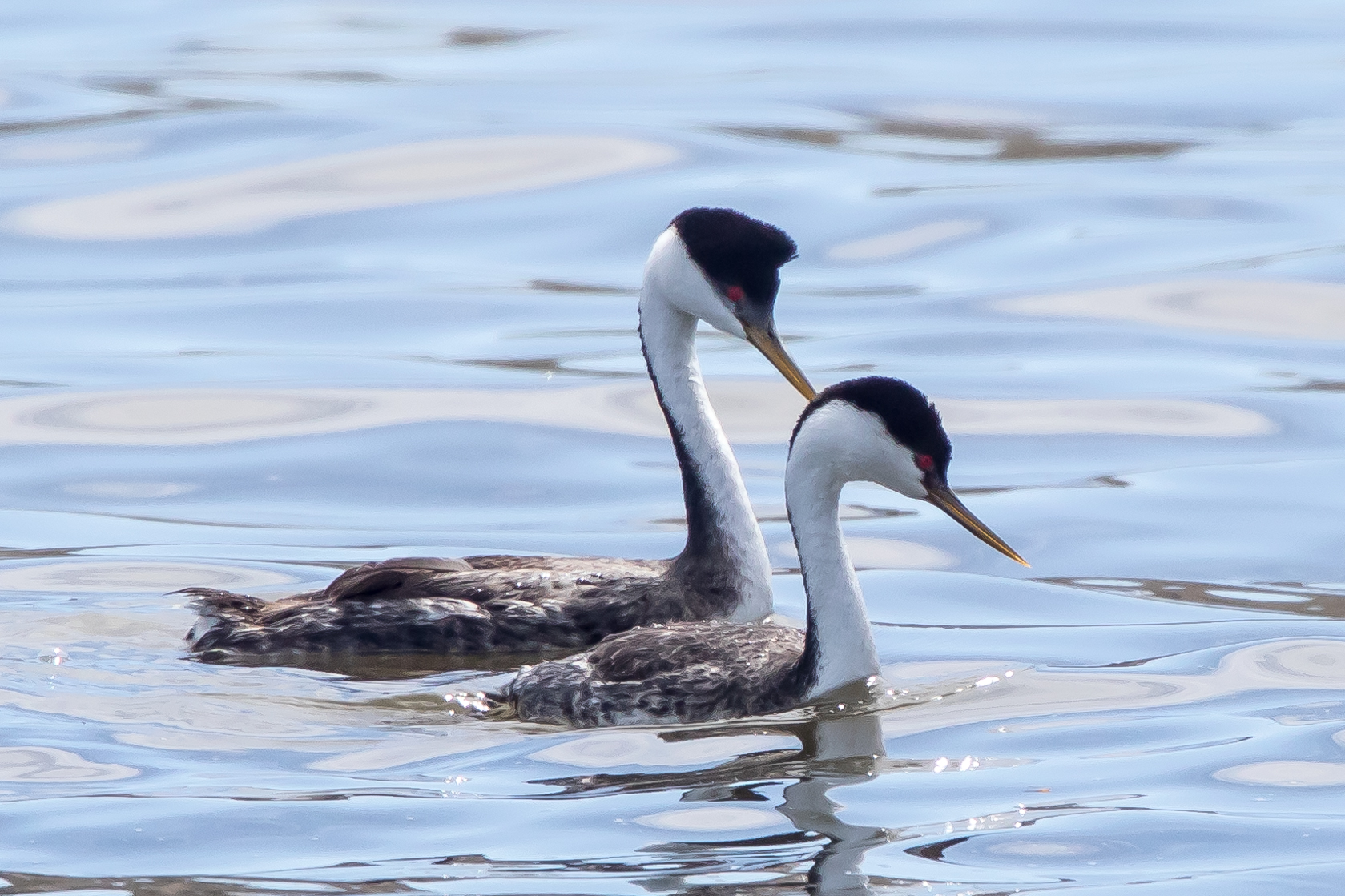
冠羽が発達する
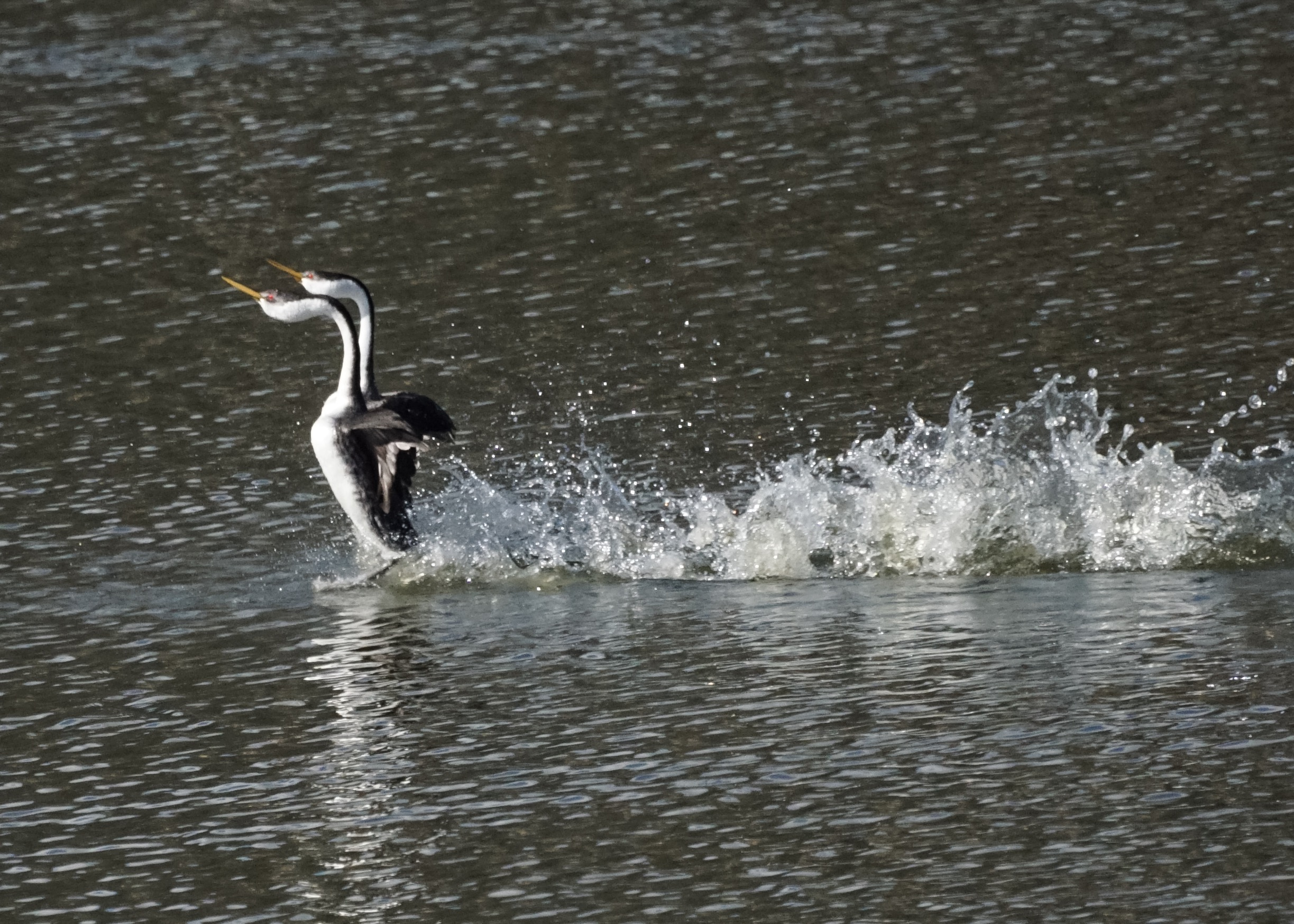
繁殖行動の様子。首を曲げて走る
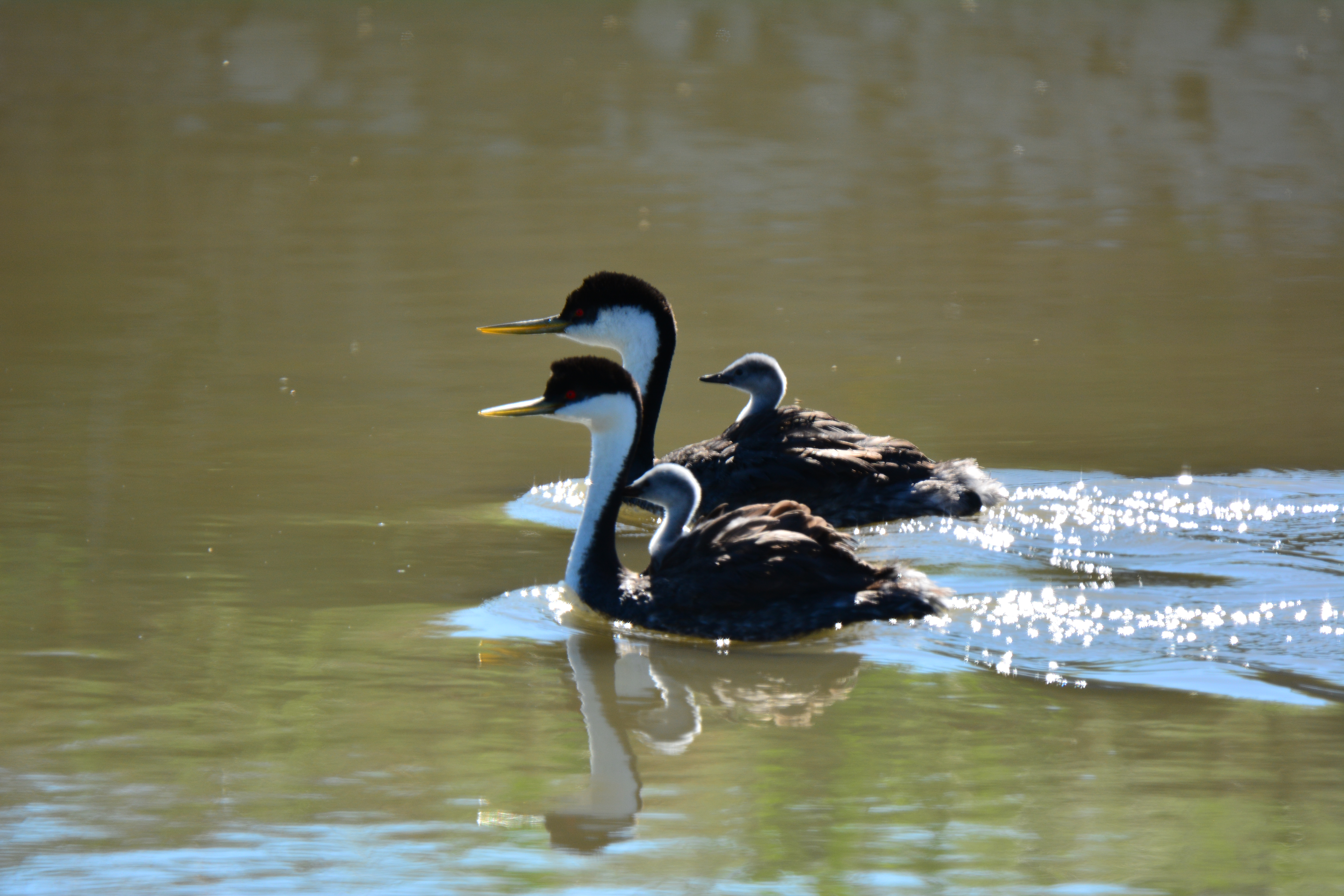
雛を背負う
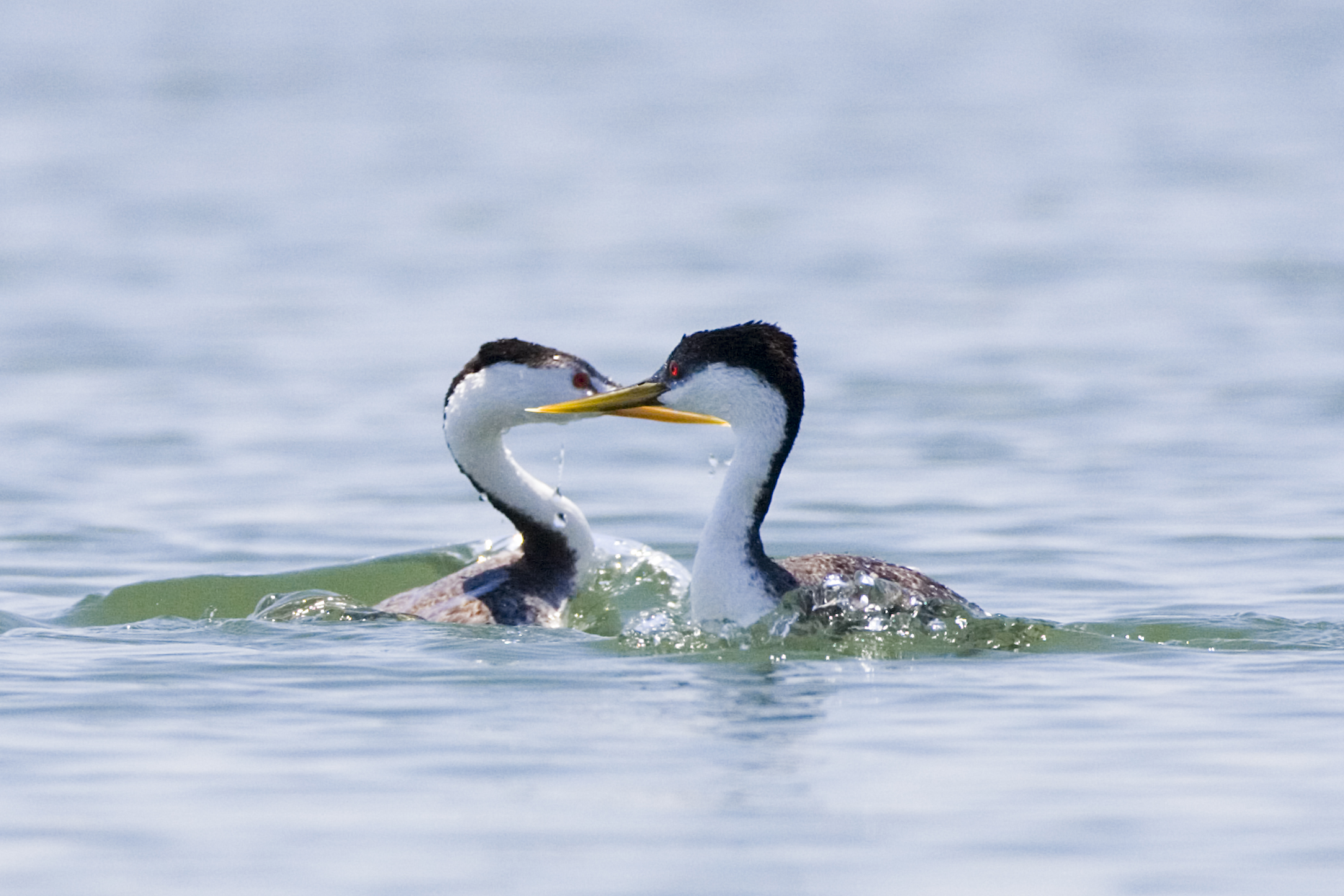
近縁のクラークカイツブリ(左)は目の周りが白く、本種(右)は目の周りが黒い